# Geophaps smithii
Geophaps smithii là một loài chim trong họ Columbidae.